# Istmo-Costa
Istmo-Costa, también llamado Costa por simplificar y antiguamente El Despoblado, es una de las 15 regiones en las que se divide social y económicamente el Estado Chiapaneco, se ubica al oeste del estado, bañado por las aguas del Golfo de Tehuantepec. La capital regional de Istmo-Costa es la ciudad de Tonalá.

## Historia
Conocida como El Despoblado durante el periodo virreinal debido a su escasa población al momento de la llegada de los españoles, a diferencia de la vecinas regiones que previamente se dividían entre los mames del Soconusco tributarios del Imperio mexica, la nación zoque y el reino chiapa, formó un partido con ese nombre dentro de la gobernación del Soconusco, este a su vez dentro de la Intendencia de Ciudad Real de Chiapas. Su escasa o nula población hizo que predominace la herencia de españoles y negros, traídos estos como mano de obra esclava, así como la mezcla de ambos grupos.
Fue uno de los 10 partidos que envió representantes a la firma del Plan de Chiapas Libre. Como parte del Soconusco, fue disputada con México, por la República de Centroamérica y más tarde por Guatemala. Durante la primera regionalización de Chiapas se erigió la Región IX - Istmo-Costa, en 2011 se reorganizaron las regiones, pero la Región permaneció con las mismas denominación y numeral pero incluyendo al municipio de Mapastepec a la región como era el partido en la previa a la independencia.

## Demografía

### Principales Localidades
| Localidad                         | Población (2020) | Altitud (m.s.n.m) |
| Tonalá                            | 38 087           | 59                |
| Arriaga                           | 25 366           | 61                |
| Mapastepec                        | 19 271           | 43                |
| Pijijiapan                        | 18 219           | 58                |
| Paredón                           | 6 787            | 5                 |
| Tres Picos                        | 4 180            | 20                |
| Emiliano Zapata                   | 3 542            | 8                 |
| Cabeza de Toro                    | 3 303            | 1                 |
| Sesecapa                          | 2 406            | 21                |
| Manuel Ávila Camacho (Ponte Duro) | 1 866            | 1                 |

## Geografía

### Hidrografía
La región se ubica en las partes hidrológicas Costa de Chiapas y Grijalva Usumacinta; y en las cuencas Río Pijijiapan, Mar Muerto, Río Huixtla y Río Grijalva - La Concordia.
Los cuerpos de agua presentes en la región son las lagunas perennes: La pampita, Cabeza de Toro, La Carreta, Estero Tortugo, Chantuto, Estero Buenavista, Mar Muerto, Estero Pampa El Capulín, La Bolsa, El Mosquito, El Esterón, Castaño, Agua Tendida, Pereyra, Coapa, Pampa El Cheto, Sambuquero, Las Conchas, Chocohuital y La Torera, entre otras. 
Estas lagunas son producto de un plegamiento en forma de cordón litoral, de 0,5 a 2 km de ancho, paralelo a la línea costera e impide que las aguas de algunos ríos lleguen de forma inmediata al mar, por lo cual quedan semianegadas formando un mosaico de lagunas que funcionan como ecosistemas de interfase entre los terrestres y los acuáticos. Las lagunas tienen comunicación con el mar a través de canales naturales o esteros: La Joya-Buena Vista (Tonalá);  Carretas Pereyra y Los Patos-Solo Dios (Pijijiapan); Chantuto (Mapastepec).
El área comprende toda la región hidrológica RH–23, Costa de Chiapas, en la cual las condiciones abruptas de la sierra, originan múltiples escurrimientos que drenan el área en una red compleja de ríos y arroyos. Estos inician muy cerca del parteaguas con talwegs rectos y cortos que van fusionándose hasta formar los arroyos, tributarios de los ríos principales que son el Arenas, Lagartero, Zanatenco y Tiltepec.

### Clima
La región presenta climas de los grupos cálidos y semicálidos. Predomina el cálido subhúmedo con lluvias de verano, seguido por el clima cálido húmedo con lluvias abundantes de verano. 

## Economía

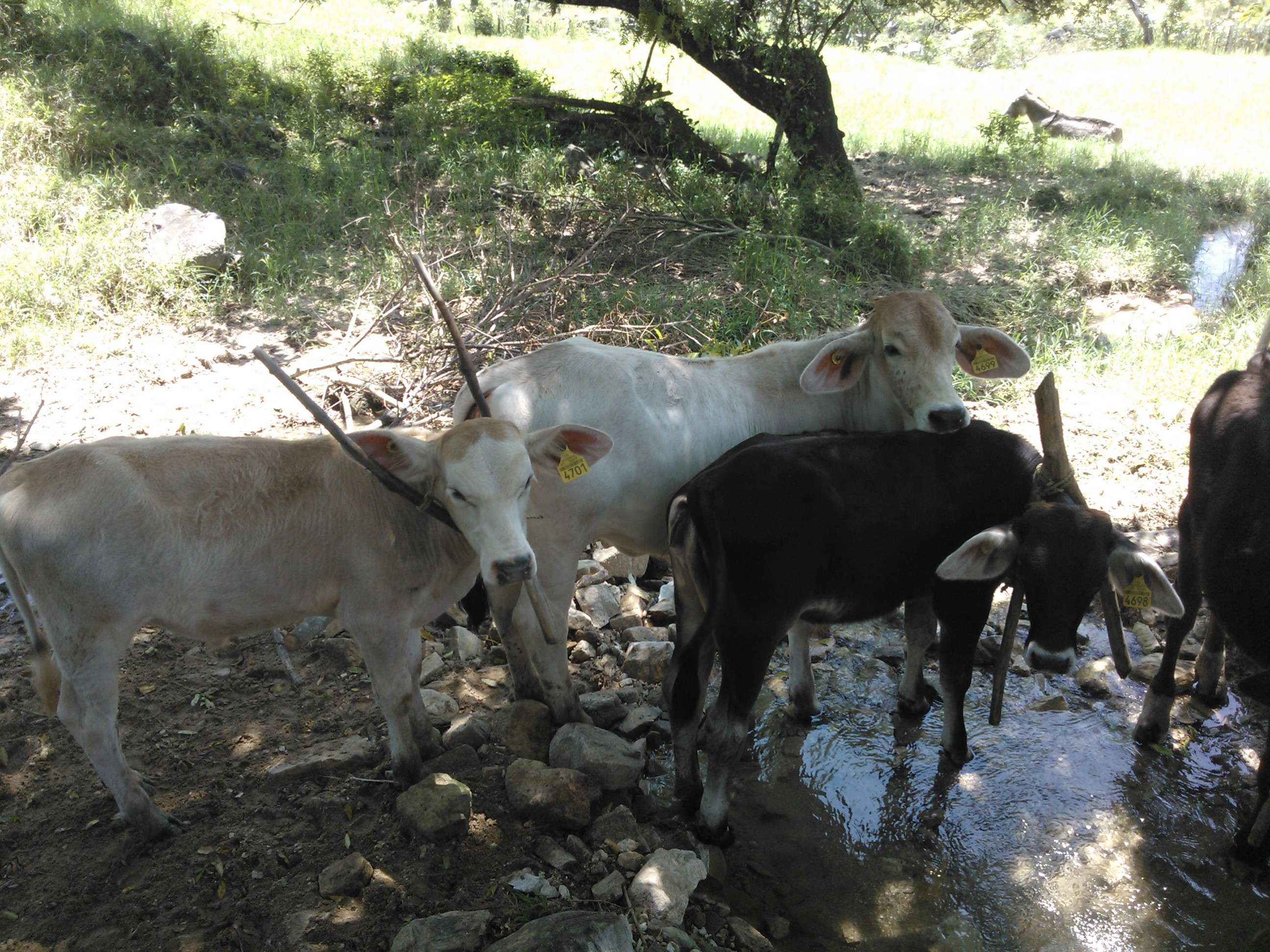
Ganado bovino criados bajo un sistema silvopastoril en Pijijiapan

Su economía se conforma por el comercio, aprovechando su posición privilegiada siendo atravesada por la ruta principal de la carretera Panamericana, la ganadería, principalmente del ganado bovino, la pesca y especialmente del turismo de sol y playa y más recientemente del ecoturismo.